# Santiago Ixcuintla
Santiago Ixcuintla (del Náhuatl: Itzcuintle, tlan ‘perro, lugar’‘ lugar de perros’), es una ciudad del estado mexicano de Nayarit, es la cabecera municipal del municipio de Santiago Ixcuintla.

## Toponimia
La palabra náhuatl Ixcuintla proviene del náhuatl itzcuintlan, de itzcuintle que significa «perro» (perro común del occidente en esa época) y de -tlan, que significan «lugar de muchos perros».
El pueblo de Santiago recibe el nombre en honor del apóstol Santiago a quien se le representa sosteniendo una espada, simbolizando la victoria de la evangelización sobre los cultos y creencias religiosas de los pueblos prehispánicos. La unión de estos dos nombres dan origen al nombre actual del municipio. En una roca en las faldas del cerro de Coamiles en el que aparecían dos cuadrúpedos que caminaban entre los símbolos de la luna y el sol, registrados por tres circunferencias concéntricas. La interpretación etimológica es “lugar de perros” ya que en esa zona se desarrollaban cierta clase de perros blancos con manchas negras.

## Cronología histórica
- 1530 Francisco Cortés de San Buenaventura exploró hasta la desembocadura del río Santiago.

- 153 arribó a Santiago el conquistador Nuño Beltrán de Guzmán.

- 1569 se instaló en Sentispac el Convento de Nuestra Señora de la Asunción.

- 1603 se creó en Ixcuintla el Convento de San Cristóbal.

- 1846 se reconoció a Sentispac como cabecera del Séptimo Cantón de Jalisco.

- 1860 Santiago Ixcuintla fue escenario de combates entre los liberales y las fuerzas coras de Manuel Lozada.

- 1878 Santiago Ixcuintla fue cabecera de uno de los tres partidos del Distrito Militar de Tepic.

- 1885 fue prefectura del nuevo territorio federal.

- 1886 Santiago fue uno de los seis partidos en la nueva organización política del Territorio de Tepic.

- 1910 el régimen porfirista otorgó a Santiago la categoría de ciudad por su importancia como centro comercial. Ese mismo año llegó la vía férrea a Yago.

- 1913 tropas del General revolucionario Rafael Buelna derrotaron en Sauta a refuerzos federales que habían desembarcado en San Blas.

- 1917 Santiago Ixcuintla fue integrado como municipio del Estado Libre y Soberano de Nayarit.

- 1935-1940 se realiza el 75% del reparto agrario.

## Geografía
La ciudad de Santiago Ixcuintla se encuentra en el estado de Nayarit y se asienta en el Valle de Santiago, tiene una altitud promedio de 20 m s. n. m., es una planicie, cuyo punto más alto es el Cerro Grande que alcanza 49 m s. n. m. El suelo es de origen volcánico y del periodo Cuaternario y Terciario de la era Cenozoica, de uso urbano en su mayoría. La actividad sísmica es de moderada o nula.

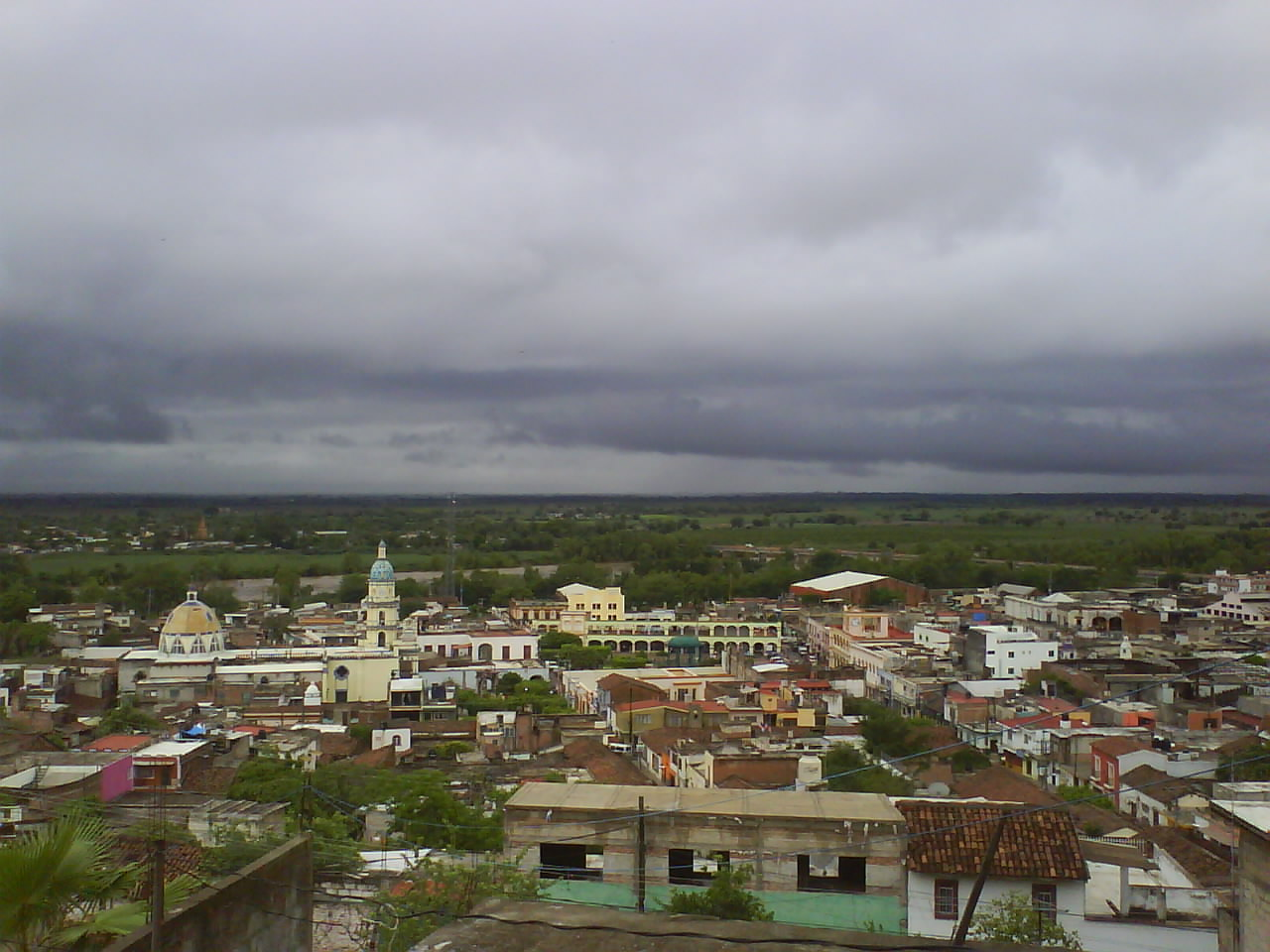
Centro de la ciudad desde el Cerro Grande.

## Clima
Es cálido Húmedo, con régimen de lluvias entre junio y octubre y de mayor intensidad en julio y agosto. Los meses más calurosos son de mayo a octubre; la dirección de los vientos es de noroeste a suroeste con vientos moderados. La precipitación pluvial varía de 1,595.1 mm a 1,266.1 mm. Se incrementa a medida que aumenta la altitud. La temperatura media anual es de 31.7 °C.

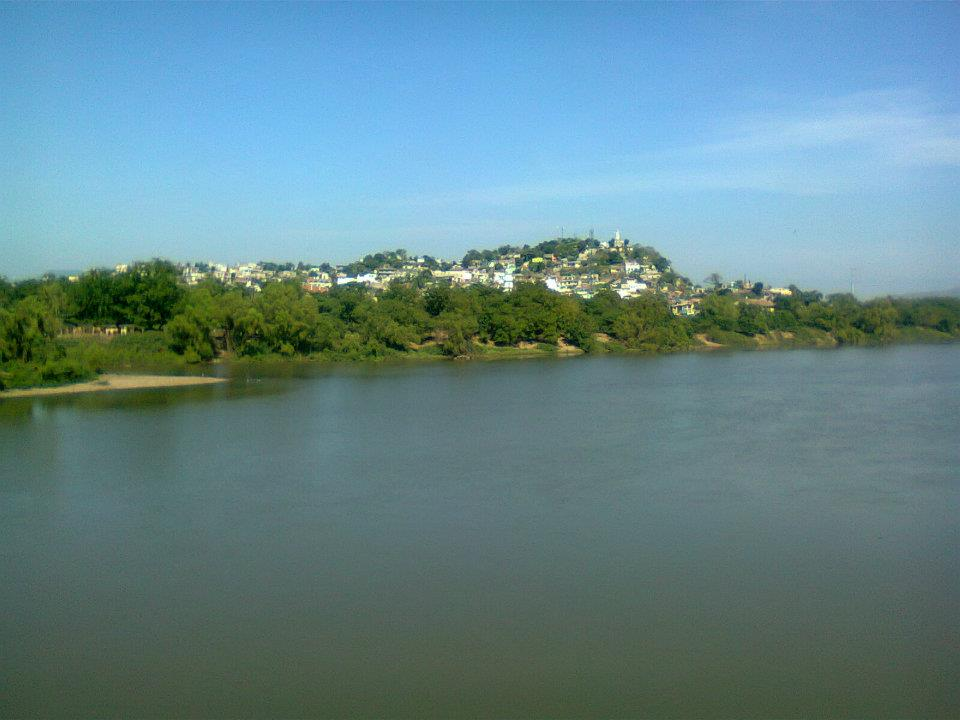
Río Grande de Santiago, al fondo Santiago Ixcuintla.

## Hidrografía
La ciudad es atravesada por las aguas del río Grande de Santiago o Lerma, el cual desemboca en el municipio del mismo nombre. Otras corrientes de agua, son algunos arroyos. Cabe destacar que el río Grande de Santiago o Lerma es controlado por la Presa San Rafael, la Presa Aguamilpa, la Presa El Cajón y en construcción la Presa La Yesca, lo que ha permitido un mayor control sobre las aguas de este río.

## Economía
La economía, se basa fundamentalmente en el cultivo del tabaco y del comercio. La industria de la transformación se compone primordialmente de lugares donde se producen, diseñan y adaptan piezas para la maquinaria agrícola. Casi el 70% de la población se dedica al sector servicios y comercial en la ciudad de Santiago.

## Demografía
La Ciudad de Santiago Ixcuintla tiene una población de 25 241 habitantes, lo que la convierte en la 6 ciudad más poblada e importante del estado de Nayarit. La religión predominante es la católica con 85,1%, seguida por un número menor de cristiana evangélica.

## Festividades
- Feria Nacional de Primavera:Cada año se celebra en la ciudad de Santiago Ixcuintla, la Feria Nacional de Primavera, evento que consiste en una exposición de maquinaria agrícola e industrial, ganadería, pesca, multiétnica, teatro, danza, musical y comercial; a la cual acuden de diferentes personas de todas partes del estado de Nayarit, y del resto del país. Se considera la mejor feria del estado por su espectacular Rompimiento de Feria ; esto es una tradición, se concentran miles de personas por las avenidas de la ciudad esperando un el desfile, carros alegóricos creados por el artista local Alberto Enrique Padilla Ayón. Este desfile muestra cerca de 12 carros alegóricos; al mismo tiempo se instalan decenas de bandas de música, de la región por la avenida principal y calles aledañas; lo que convierte este evento en una fiesta popular de gran trascendencia en la región. La feria permanece instalada por 15 días en la que se presentan espectáculos artísticos, bailes masivos, gastronomía, comercios, teatro al aire libre, circos entre otras actividades. La Feria Nacional de Primavera coincide con la Fiesta Religiosa, comenzando con la celebración de peregrinaciones, que culminan en el llamado "Jueves de Ascensión" el día del Santo Patrono de la ciudad "El Señor de la Ascensión".

- Fiestas de la Virgen de Talpa: Se lleva a cabo en la Colonia Cuauhtémoc en la cual por 9 días la Virgen es llevada a los 9 barrios que comprende esta colonia, se expone gastronomía y comercio, juegos mecánicos, juegos pirotécnicos, danzas y música típica de la región del 24 de enero al 3 de febrero.

- Fiestas de la Virgen de Guadalupe: Se lleva a cabo en la Colonia Nuevo México se expone gastronomía y comercio, juegos pirotécnicos, danzas y música típica de la región del 02 al 12 de diciembre.

### Desfiles
- Desfile de la Primavera 21-Marzo
- Desfile del Día del Trabajo 01- Mayo
- Desfile de Rompimiento de la Feria Nacional de Primavera Abril o Mayo
- Desfile de la Independencia de México 16-Septiembre
- Desfile de la Revolución mexicana 20- Noviembre
- Desfile Navideño Diciembre
- Desfile militar 20 de Noviembre

## Gastronomía
Consiste en menudo, pozole, birria, tacos de barbacoa, carnitas, tostadas, sopes, enchiladas, enfrijoladas, entomatadas, jugo de camarón, tamales de camarón, chimichangas de ostión, empanadas de camarón, pescado zarandeado, lisas tatemadas, chicharrones de pescado, ceviche de pescado y ceviche de camarón.
Las bebidas más comunes son el tejuino, tepache, horchata de arroz, agua de jamaica, horchata, agua de cebada, agua de tamarindo, agua de nanchi, agua de limón con chía, agua de coco y agua de alfalfa.
Entre las que contienen alcohol, están la margarita y el vampiro.
Los dulces más comunes son los cacahuates garapiñados, iztete y cocos enmielados.

## Política
Al igual que el resto de los municipios en México, Santiago Ixcuintla es regida por un presidente municipal, quien ejerce el poder ejecutivo durante tres años consecutivos. El poder legislativo lo tiene el cabildo, formado por regidores, quienes son elegidos por la ciudadanía por voto directo.
La ciudad está dividida en dos demarcaciones electorales para fines de elección de regidores de la ciudad. Dichas demarcaciones son la I, II del municipio de Santiago Ixcuintla.
La ciudad está dividida en dos distritos electorales para fines de elección de los representantes de la ciudad en el poder legislativo estatal. Dichos distritos son el XI, XII del estado de Nayarit.